# Litchi sinensis
Litchi sinensis là một loài thực vật có hoa trong họ Bồ hòn. Loài này được Sonn. mô tả khoa học đầu tiên năm 1782.